# Matthew Lewis (fotograf)
Matthew Lewis (8. března 1930 McDonald, Pensylvánie – 2. října 2024) byl americký fotožurnalista, který získal Pulitzerovu cenu za svou práci v roce 1975 pro redakci The Washington Post.

## Život a kariéra
Lewis se narodil v McDonaldu v Pensylvánii 8. března 1930. Později, v roce 1947, se přestěhoval do Washingtonu, DC. V roce 1947 navštěvoval po dobu jednoho roku vysokou školu na Howardově univerzitě a poté pokračoval na University of Pittsburgh příští rok, než odešel.[ujasnit] Od roku 1949 do roku 1952 Lewis sloužil v nemocničním sboru pro námořnictvo Spojených států. Svou první práci získal na Morgan State University, kde pracoval na audiovizuálním oddělení. Lewis pracoval na volné noze pro Afroameričana z Baltimoru, než v roce 1965 dostal práci pro The Washington Post jako zaměstnaný fotograf. Nakonec byl povýšen na asistenta šéfredaktora fotografie, kde se věnoval pochodům za občanská práva, Super Bowls a pohřbu Johna F. Kennedyho. Byl prvním afroamerickým fotografem, který pracoval pro The Washington Post.
Lewis odešel z Washingtonu v roce 1990 a přestěhoval se s manželkou Jeannine do Thomasville v Severní Karolíně. V roce 1990 začal pracovat v Thomasville Times.
Matthew Lewis zemřel 2. října 2024 ve věku 94 let.

## Ocenění
V roce 1975 získal Lewis Pulitzerovu cenu za fotografii „za své barevné a černobílé fotografie“. Tyto fotografie zachycovaly různé aspekty „washingtonského životního stylu“. Lewis získal první místo v soutěžích White House News Photographers Association v letech 1968 a 1971 V roce 2010 International Civil Rights Center & Museum ocenilo Lewise během zvláštní pocty a veřejné recepce.